# عظاءات شبه لاعظمية
عظاءات شبه لاعظمية (الاسم العلمي:†Quasianosteosauridae) هي فصيلة منقرضة من الإكصوريات التي عاشت خلال الدهر الوسيط.

## أجناس
- عظاءة شبه لاعظمية